# Inuksuk
Un inuksuk, ou inukshuk (/i.nuk.suk/, de l'inuktitut : ᐃᓄᒃᓱᒃ, pluriel : ᐃᓄᒃᓱᐃᑦ, inuksuit, ou encore inukhuk en inuinnaqtun, iñuksuk en iñupiaq, inussuk en groenlandais), est un empilement de pierres (ou cairn) construit par les peuples inuit et yupik dans les régions arctiques d'Amérique du Nord, depuis l'Alaska jusqu'au Groenland, en passant par l'Arctique canadien. Sa forme et sa taille peuvent varier.

## Origines et acceptions du nom
Inuksuk est un terme inuktitut composé des morphèmes inuk (« être humain ») et -suk (« substitut, agissant à la place de »), signifiant « ce qui agit à la place d'un humain »,. Par extension, le mot inuksuk en est venu à désigner, dans l’art inuit, à partir des années 1960, puis dans la culture populaire, une construction de pierres empilées adoptant une forme humaine. Un tel monument anthropomorphe est, en inuktitut, plutôt considéré comme un inunnguaq (pluriel : inunnguait), signifiant « ce qui ressemble à un être humain ».

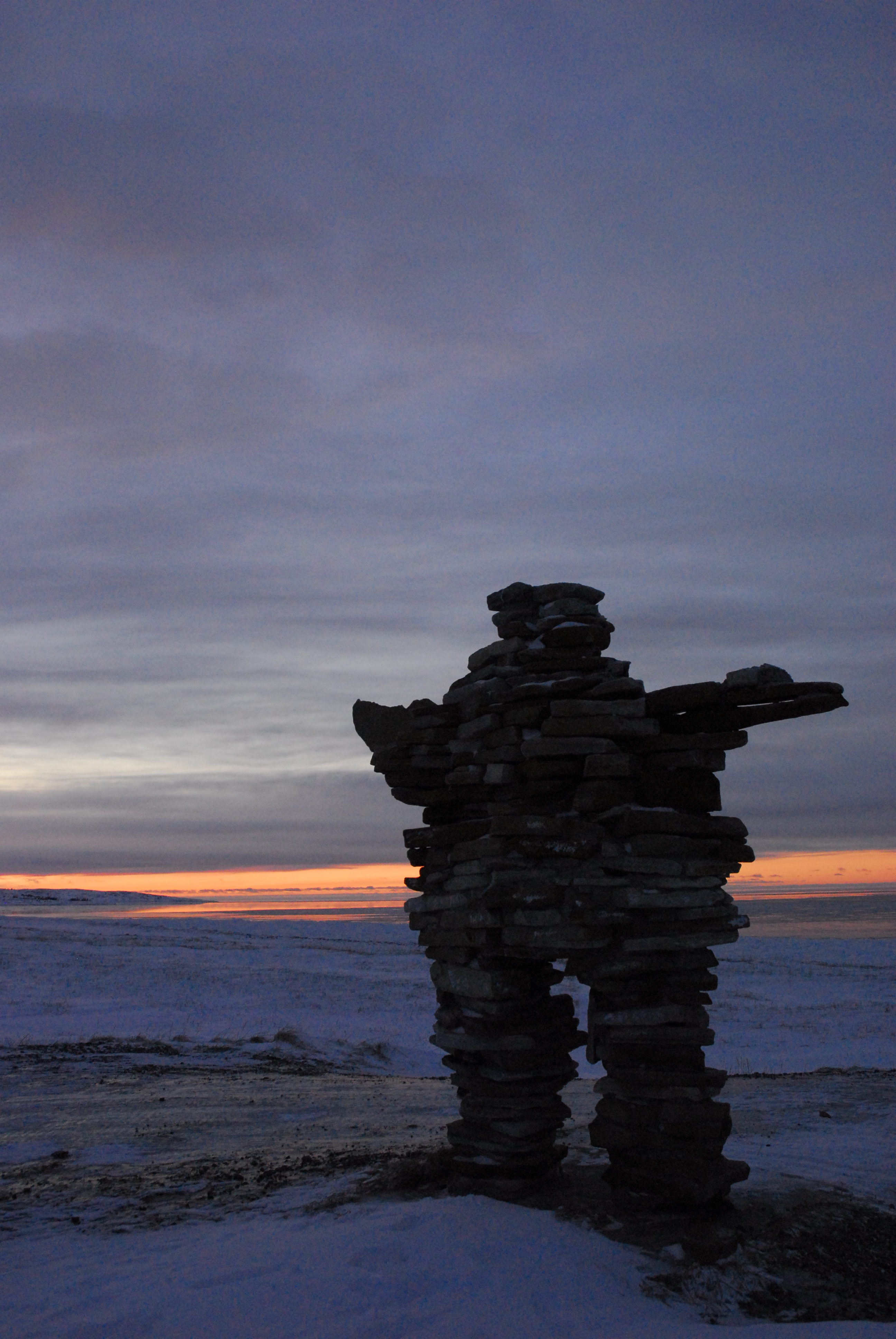
Inuksuk près du village de Kuujjuarapik, au Canada.
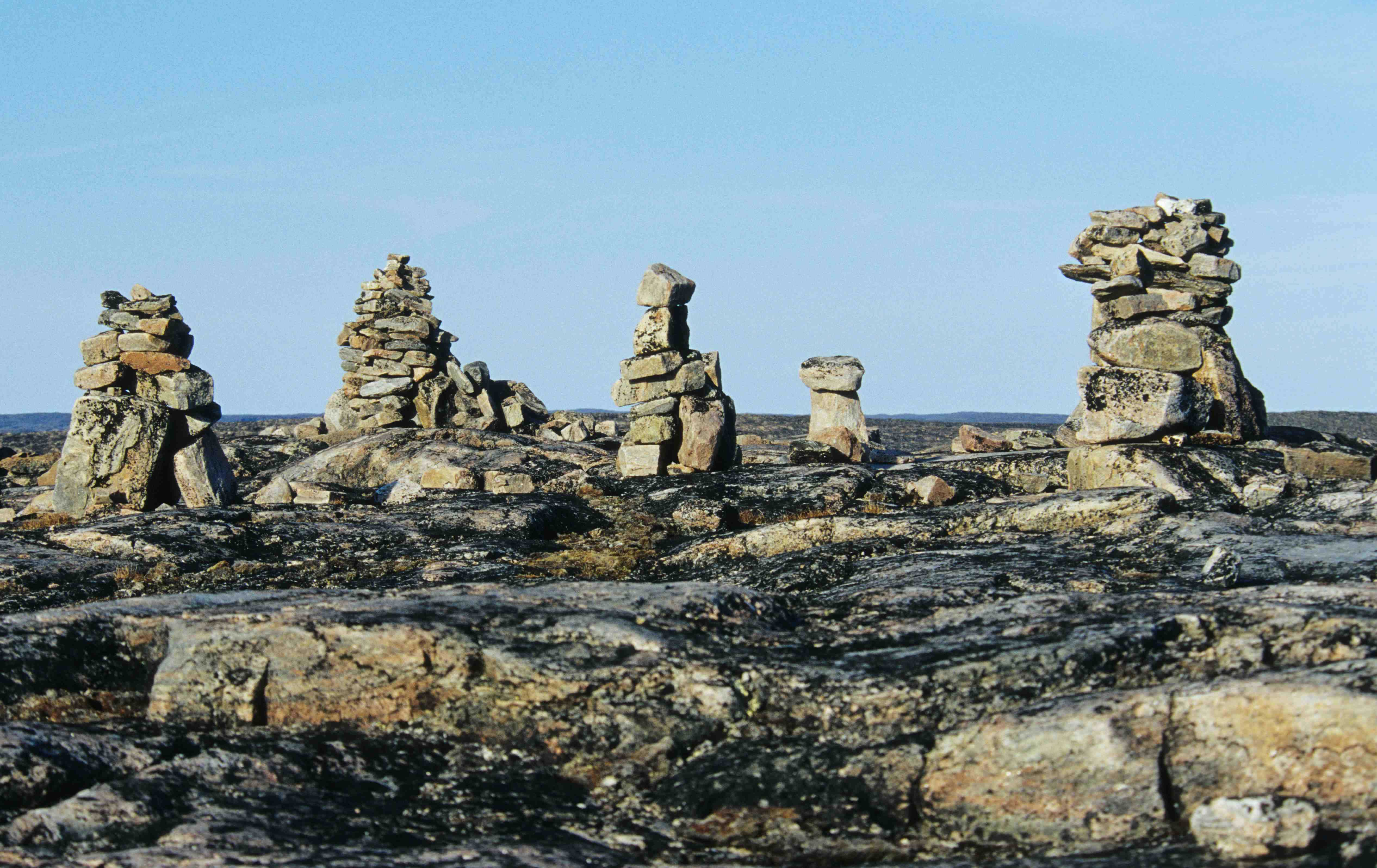
Inuksuit dressés à Inukshuk Point (Inuksugalait, « où il y a beaucoup d'inuksuit »), péninsule de Foxe, île de Baffin, Nunavut, Canada.
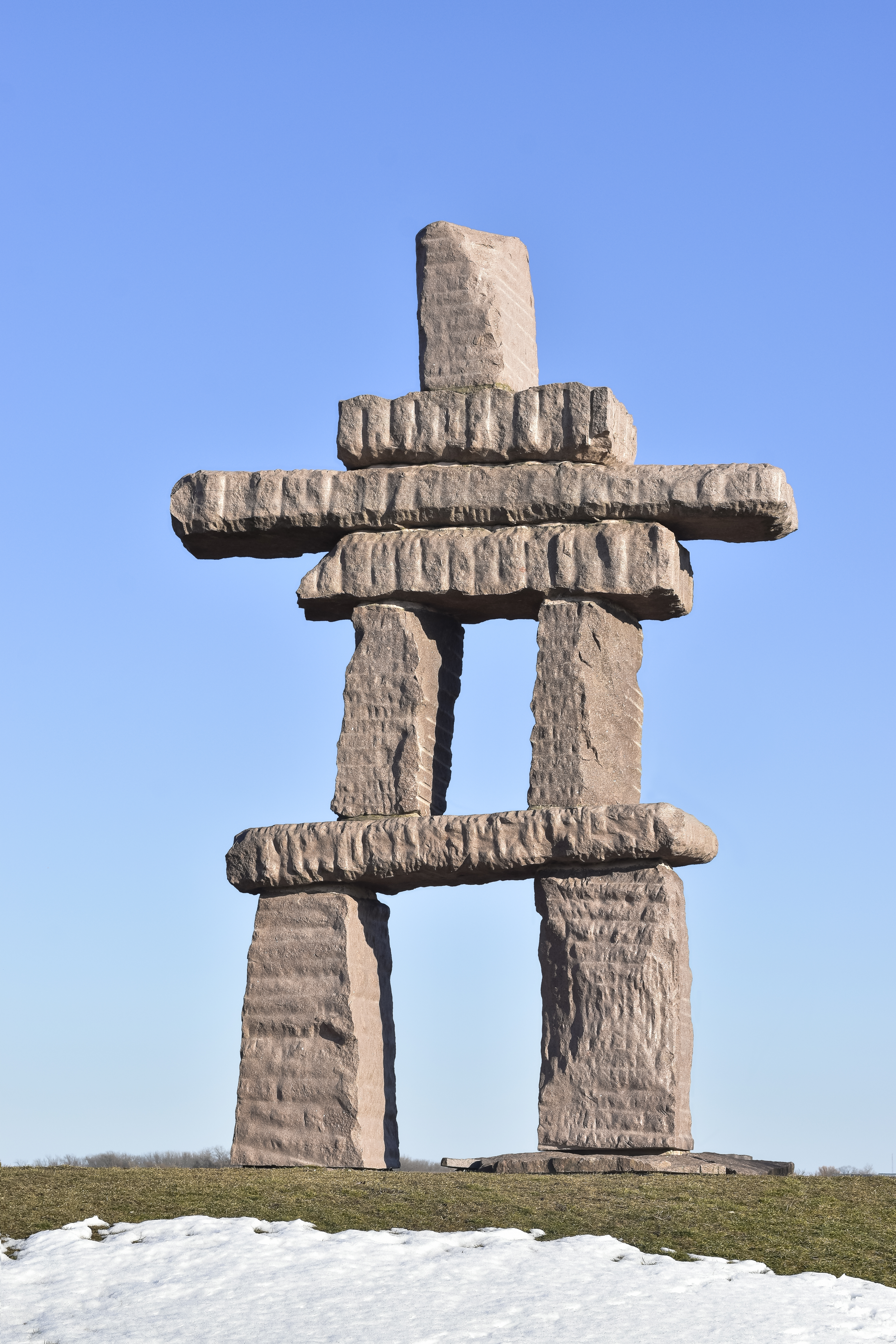
Inuksuk à côté de Toronto, près du lac Ontario.

## Usages traditionnels

### Rabattage et chasse

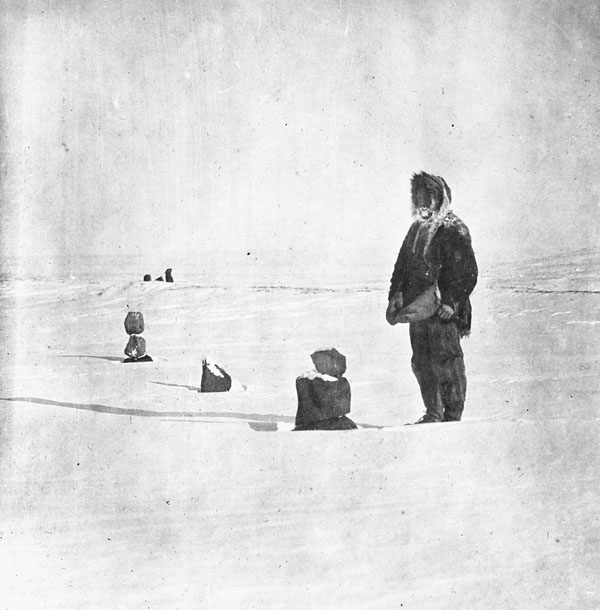
Inuksuit faisant partie d'un dispositif de rabattage de caribous situé sur la rive nord des Dismal Lakes, photographie prise en mars 1911 par Rudolph Martin Anderson lors d'une mission d'exploration dans les Territoires du Nord-Ouest (Canada).

Chez les Inuits, les  inuksuit ont joué un rôle important dans la chasse traditionnelle au caribou. Ils étaient disposés, comme des épouvantails de pierre pour attirer les caribous dans un cul-de-sac, lieu d'embuscade sur une colline. Les chasseurs, armés d'arcs et de flèches, étaient cachés derrière les inuksuit. Les femmes et les enfants servaient de rabatteurs. 
Selon Taamusi Qumaq : « Les inuksuk ont été utilisés pour repérer les endroits où les caribous marchaient en grand nombre. Quand il y avait plusieurs inuksuk ensemble, on les appelait des « Nalluni». Ils indiquaient le point sur la rive vers lequel les caribous nagent en traversant un lac. Quand les caribous nageaient avant qu'ils arrivent au rivage, on commençait à attaquer en les piquant avec un harpon ».

### Marquage et repérage
Les inuksuit pouvaient aussi servir de point de repère ou de cairn identifiant la position d'une cache pour la nourriture. Les inuksuit servaient aussi à marquer les limites d’un territoire. Les inuksuit servaient de repère pour les inuits ; le bras le plus long indiquait la position du village ou de la ville la plus proche. Si une corne de cervidé est posée sur l'inuksuk, de la nourriture est enfouie sous un tas de pierre devant l'inuksuk.
De nos jours, il en subsiste encore sur les collines, dispersés ici et là sur la terre gelée, visibles à des kilomètres. Les voyageurs peuvent les utiliser comme des repères directionnels.

### Expression artistique
L'inukshuk est un des thèmes de l'art inuit, entre l'abstrait et le figuratif. Dans Nunavimiut :  art inuit- inuit art,  l'écrivain Michel Noël, voit dans ces constructions une manifestation artistique :  

« Voilà un autre mystère des régions nordiques. Certains croient que les inuksuit sont des balises, des phares que les ancêtres inuit ont érigés pour indiquer une route, signaler l’embouchure d’une rivière , annoncer un lieu propice pour monter une tente, chasser, pêcher, s’approvisionner en eau fraîche.  
Les Inuit auraient pu tout simplement empiler des pierres les unes sur les autres. Mais non! Ils ont créé des géants de roc. Ils ont érigés des inuksuit solides, durables qui démontrent sans l’ombre d’un doute leur créativité, leur sens artistique et leur fierté. Les sculpteurs ont fait un choix judicieux de formes, de couleurs, de textures. Ils ont assorti, agencé, équilibré les pierres pour créer de savantes mosaïques qui plaisent et émeuvent. »

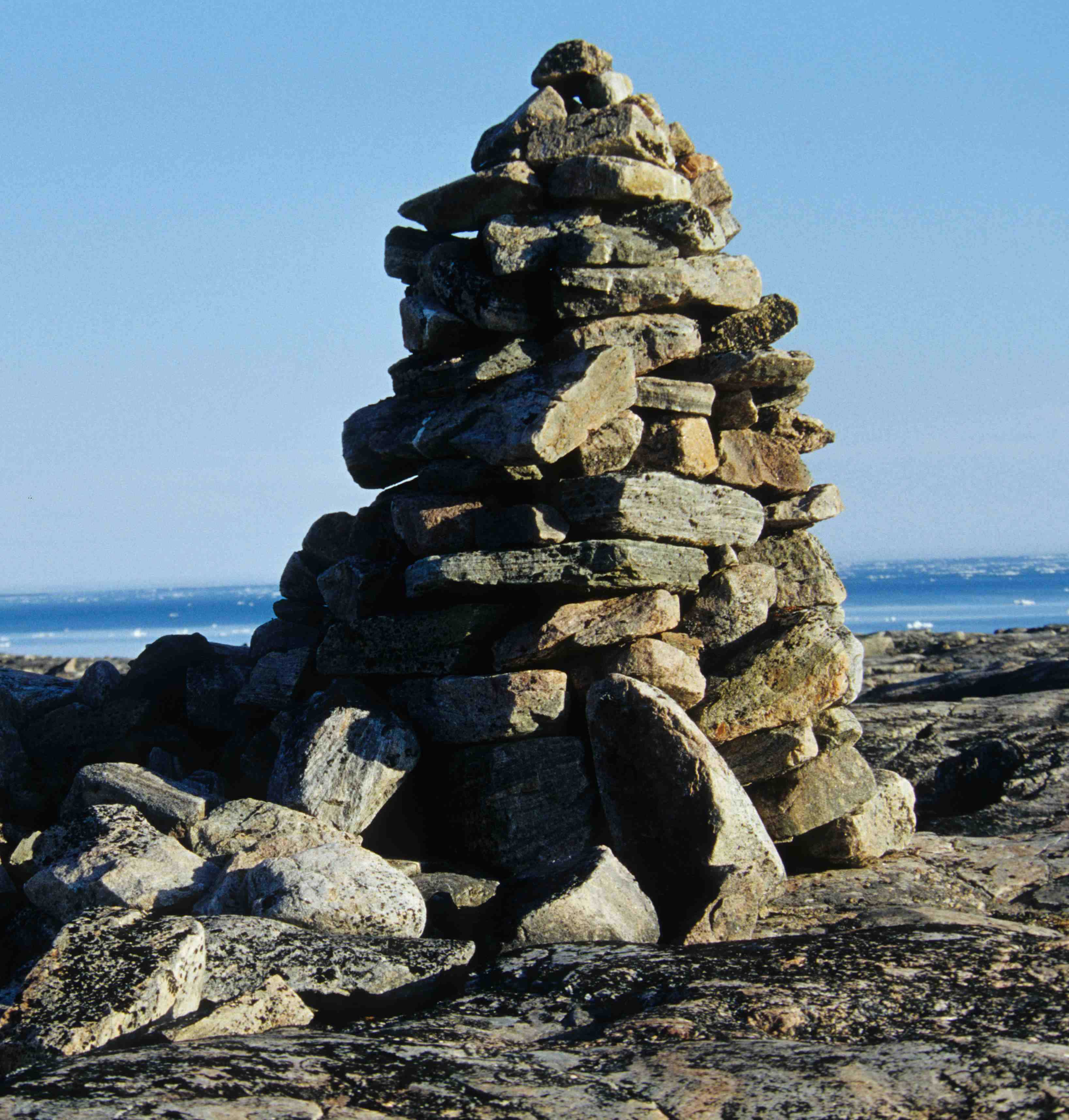
Inuksukjuaq (« très gros inuksuk »), péninsule de Foxe, île de Baffin, Nunavut, Canada.
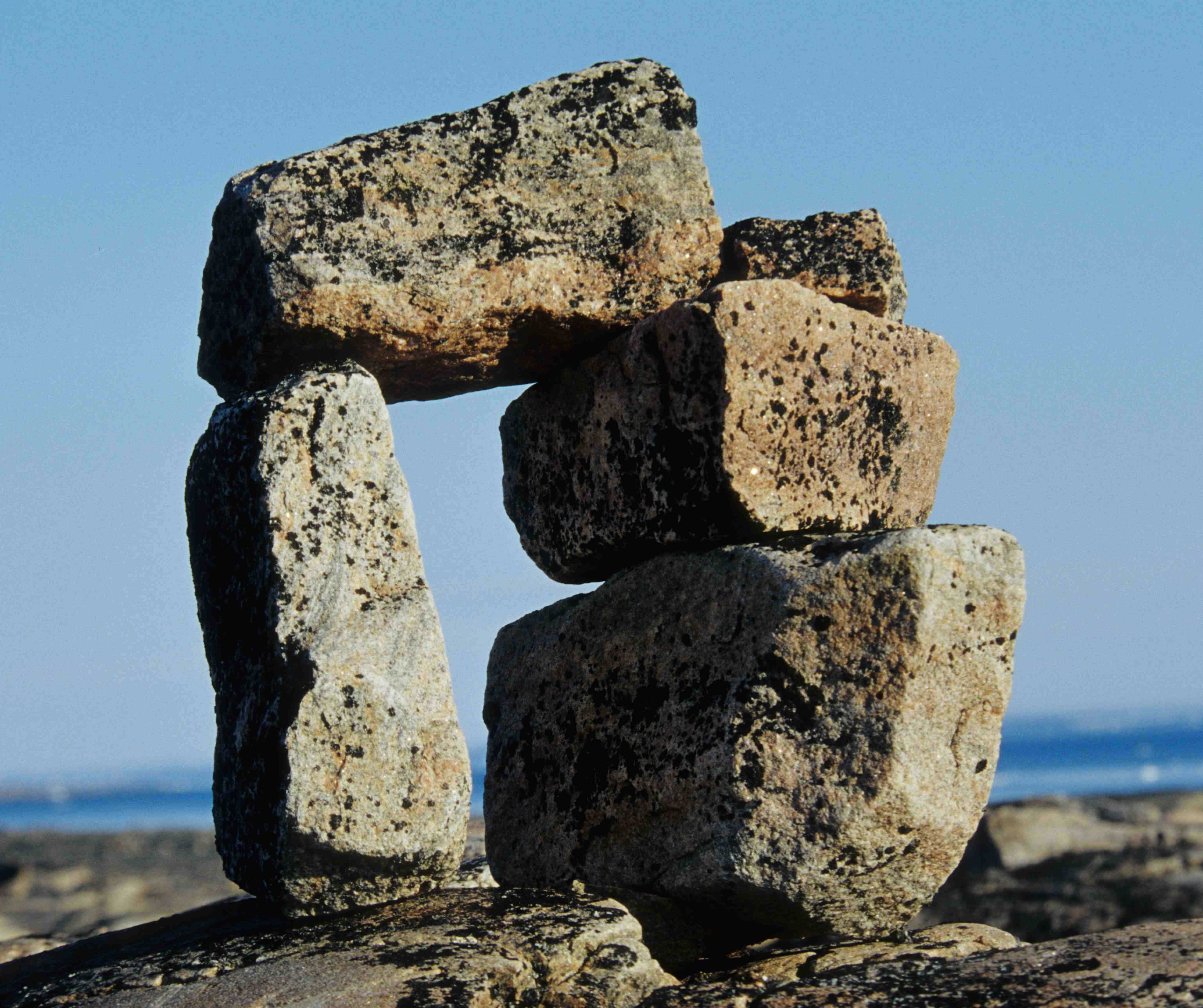
Niungvaliruluit (« ce qui ressemble à une fenêtre »), péninsule de Foxe, île de Baffin, Nunavut, Canada.
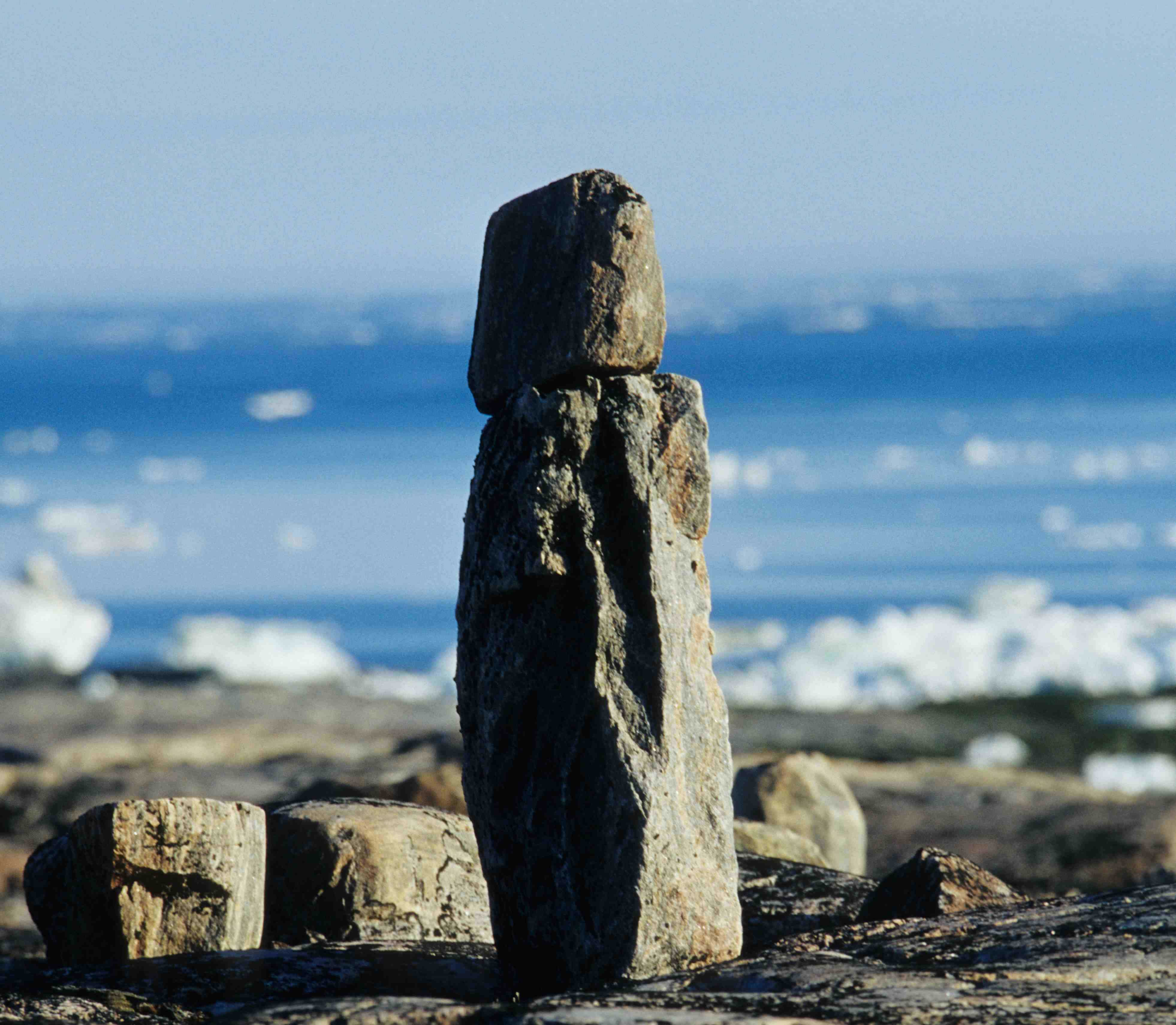
Nappatuq, Inukshuk Point, péninsule de Foxe, île de Baffin, Nunavut, Canada.

## Usages contemporains

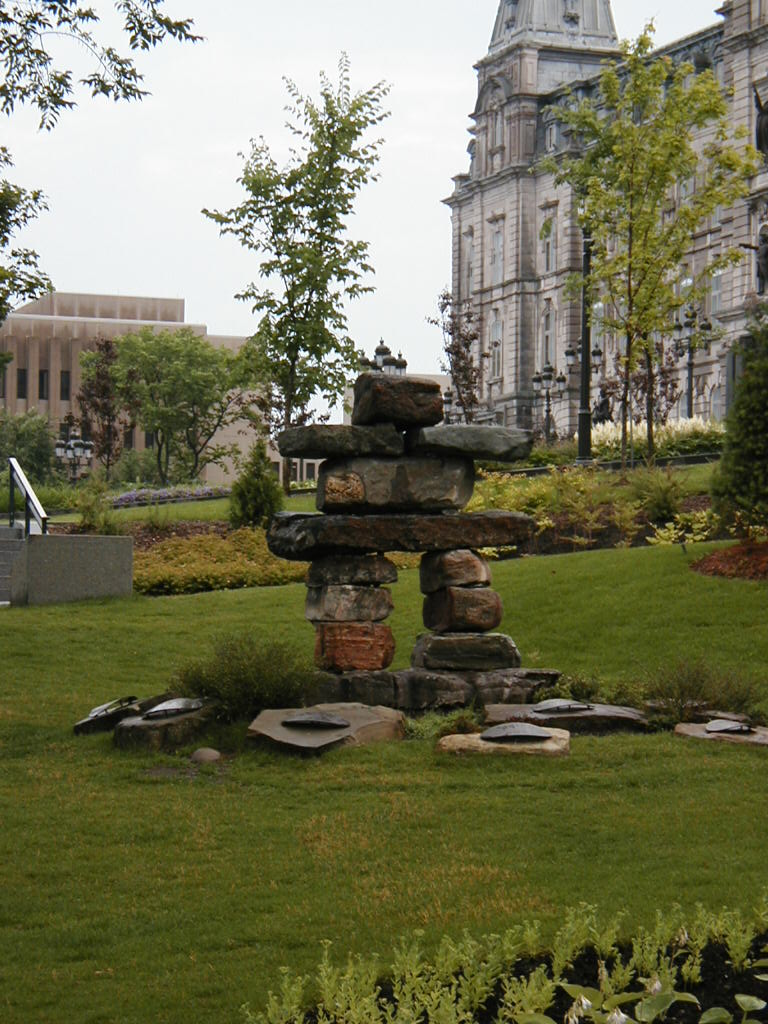
Inukshuk inauguré en octobre 2002 devant l'Hôtel du Parlement à Québec, en signe d'amitié entre la nation québécoise et la nation inuite.

### Symbole des Inuits du Canada
Depuis la fin des années 1990, l'inukshuk s'est progressivement affirmé comme symbole des Inuits du Canada. En 1999, à la suite d'une consultation populaire, il a été choisi pour figurer sur le drapeau et les armoiries du territoire canadien nouvellement créé du Nunavut, dont la population, selon le recensement fédéral canadien de 2006, est composée à 83,5 % d'Inuits. Un inukshuk apparaît également depuis 2005 sur le drapeau et au sommet du bâtiment de l'Assemblée législative du Nunatsiavut, une région à autonomie limitée du Labrador gouvernée par les Inuits, qui représentent 89,6 % des habitants de cette région.

### Emblème des Jeux olympiques d'hiver de 2010
Une « interprétation contemporaine de l’inukshuk traditionnel » a aussi été choisie pour emblème des Jeux olympiques d'hiver de 2010 à Vancouver. Nommé Ilanaaq, un mot signifiant « ami » en inuktitut, le nouveau logo a été présenté par le comité organisateur des jeux lors de son dévoilement, le 23 avril 2005, comme un symbole « d'amitié, d'hospitalité, de dynamisme et d'esprit d'équipe », ainsi que des « vastes paysages » du Canada. Sélectionné parmi plus de 1 600 propositions par un jury d’experts internationaux, le concept gagnant a été élaboré par Elena Rivera MacGregor et Gonzalo Alatorre du Rivera Design Group, de Vancouver.

Drapeau du Nunavut.
Drapeau du Nunatsiavut.
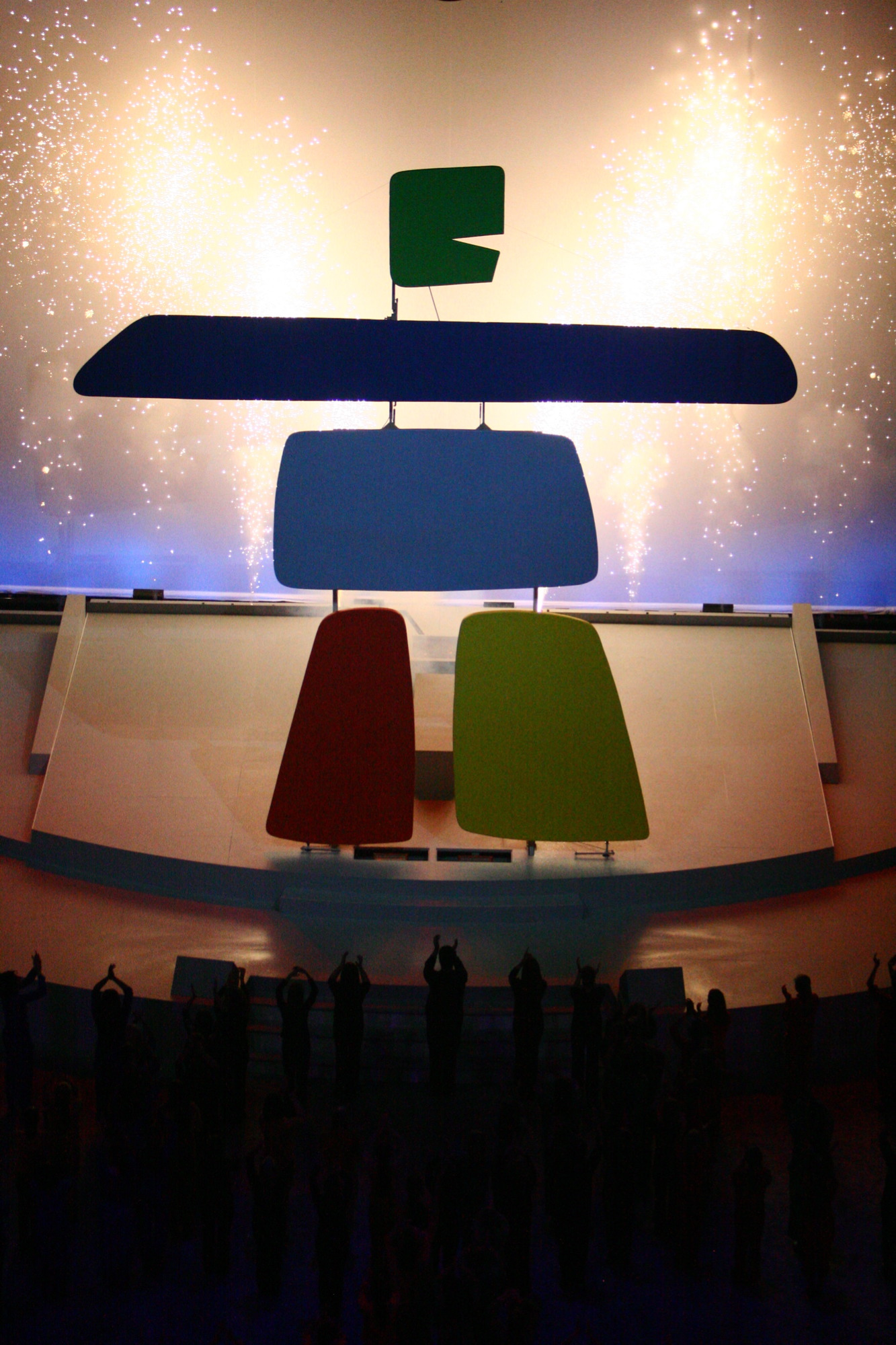
Dévoilement d'Ilanaaq l'Inushuk, emblème des Jeux olympiques d'hiver de 2010.

## Dans la littérature
- Hervé Le Tellier. Inukshuk, l'homme debout. Bordeaux : Castor astral, 1999.  (ISBN 2859203745) Extrait en ligne (roman)
- (en) Mike Ulmer, The Gift of the Inuksuk. Chelsea, Sleeping Bear Press, 2004.  (ISBN 1-58536-214-X) [présentation en ligne] (littérature jeunesse)

#### Ouvrages
- (en) Norman Hallendy, Inuksuit, Silent Messengers of the Arctic, Seattle / Vancouver et Toronto, University of Washington Press / Douglas & McIntyre, 2000 (réimpr. 2001), 127 p. (ISBN 978-1-55054-874-7, présentation en ligne)lien web  Béatrice Collignon, « [Compte rendu critique de l'ouvrage] », Études/Inuit/Studies, vol. 26, no 2,‎ 2002, p. 192-193 (ISSN 0701-1008 et 1708-5268, lire en ligne)

- (en) Norman Hallendy, Tukiliit : An Introduction to Inuksuit and Other Stone Figures of the North, Vancouver et Toronto / Fairbanks, Douglas & McIntyre / University of Alaska Press, 2009, 128 p. (ISBN 978-1-55365-424-7, présentation en ligne). [Consulter en ligne (Extraits, Google Livres)] [html]

#### Articles
- (es) José Andrés Alonso de la Fuente, « Los inuksuit. Otra forma de ver el mundo », Revista espanola de antropología americana, vol. 36, no 1,‎ 2006, p. 205-215 (ISSN 0556-6533). [Lire en ligne] [PDF]

- (en) Jack W. Brink, « Inukshuk : Caribou Drive Lanes on Southern Victoria Island, Nunavut, Canada », Arctic Anthropology, vol. 42, no 1,‎ 2005, p. 1-28 (ISSN 0066-6939 et 1933-8139, résumé).

- (es) Santiago David Domínguez-Solera, « "Inuksuit" en el oeste de Groenlandia: símbolo y huella de la relación ancestral de los inuit con el espacio », Revista Española de Antropología Americana, vol. 44, no 1,‎ 2015, p. 151–166 (ISSN 1988-2718, DOI 10.5209/rev_REAA.2014.v44.n1.47638, lire en ligne).

- (en) Christopher M. Fletcher, « Inuit Symbols and Canadian Nationhood in the Imagined North », Images of the North. Histories, Identities, Ideas, Amsterdam/New York, Rodopi Publishers,‎ 2009, p. 173-189 (ISBN 978-90-420-2528-8, DOI 10.1163/9789042029064_018).

- (en) Christopher Fletcher, « Security, Sovereignty, Symbol: The Inuksuk in Global Position », dans Michelle Daveluy, Francis Lévesque, et Jenanne Ferguson, Humanizing Security in the Arctic, CCI Press, 2011 (lire en ligne), p. 147-160.

- (en) Nelson Graburn, « Inuksuk : Icon of the Inuit of Nunavut », Études / Inuit / Studies, vol. 28, no 1 « Art et représentation / Art and representation »,‎ 2004, p. 69-82 (ISSN 0701-1008 et 1708-5268, lire en ligne).

- (en) Norman Hallendy, « Inuksuit : Semalithic Figures Constructed by Inuit in the Canadian Arctic », Threads of Arctic Prehistory : Papers in Honour of William E. Taylor Jr., Hull, Canadian Museum of Civilization,‎ 1994, p. 385-408 (ISBN 066050751X et 9780660507514, lire en ligne ).

- (en) Scott Heyes, « Protecting the Authenticity and Integrity of Inuksuit within the Arctic Milieu », Études / Inuit / Studies, vol. 26, no 2 « Populations et migrations / Populations and Migrations »,‎ 2002, p. 133-156 (ISSN 0701-1008 et 1708-5268). [Lire en ligne] [html]

- (en) Lynne McNeill, « "Traces of Coming and Going": The Contemporary Creation of Inuksuit on the Avalon Peninsula », Material History Review / Revue d'histoire de la culture matérielle, no 60,‎ automne 2004, p. 48-57 (ISSN 1183-1073). [Lire en ligne] [PDF]

- (en) Jeffrey Ruhl, « Inukshuk Rising : Iconification, Brand Canada and Vancouver 2010 », Canadian Journal of Globalization, vol. 1, no 1,‎ janvier 2008, p. 25-31 (lire en ligne).